# Carol Vorderman

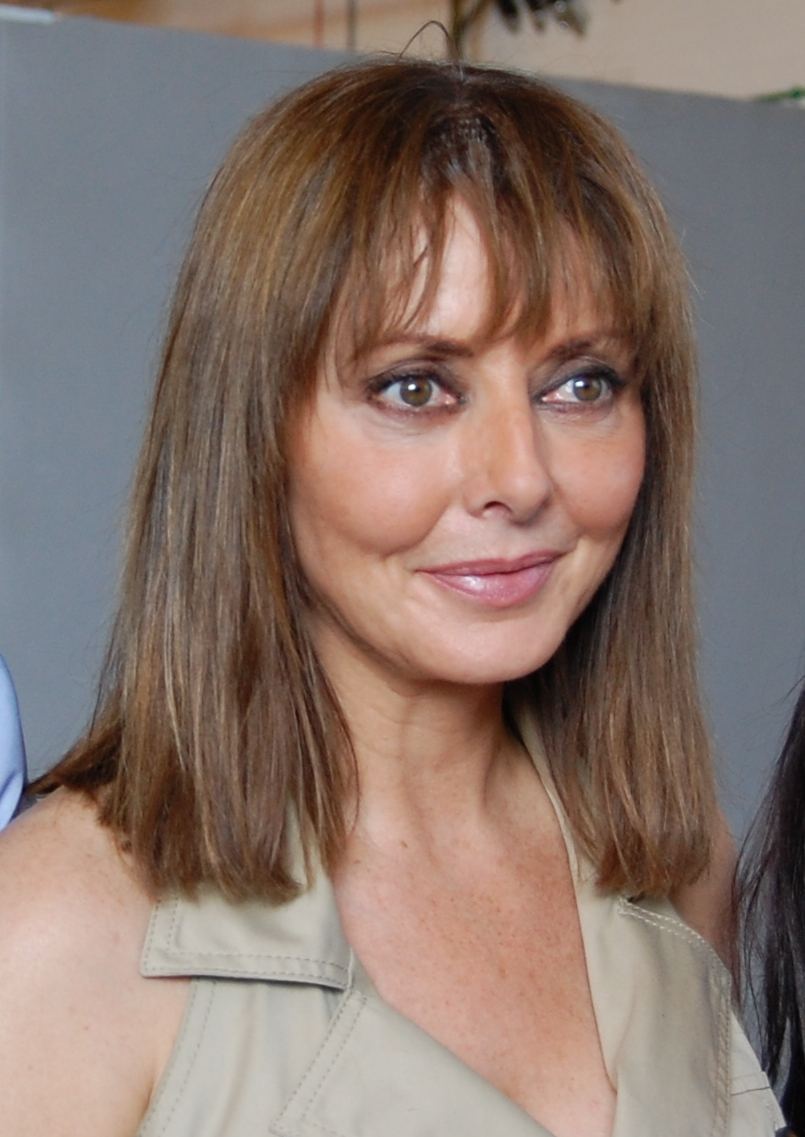
Carol Vorderman

Carol Jean Vorderman (ur. 24 grudnia 1960 w Bedford) – brytyjska osobowość medialna, w latach 1982–2008 współpracująca z teleturniejem Countdown nadawanym przez Channel 4. Jej ojciec był Holendrem, jej matka Walijką. Vorderman wychowywała się w Rhyl w północnej Walii, tam też ukończyła szkołę średnią. Później studiowała inżynierię na University of Cambridge.
Vorderman dołączyła do zespołu produkującego Countdown na samym początku. W pierwszych seriach była jedną z hostess, później jednak jej rola rosła i Vorderman została współprowadzącą. 25 lipca 2008 roku, po 26 latach udziału w programie Countdown Vorderman ogłosiła, że odchodzi z zespołu teleturnieju. Ujawniła później, że powodem tej decyzji była oferta nowego kontraktu ze strony nadawcy, która obejmowała 90% obniżkę pensji.
Vorderman prześledziła losy holenderskiej strony swojej rodziny w programie Who Do You Think You Are? w 2007 roku. W programie tym odkryła, że jej ojciec był członkiem holenderskiego ruchu oporu podczas II wojny światowej a jej dziadek, Adolphe Vorderman, miał istotny wkład w odkrycie witamin.